# Lei de Moseley

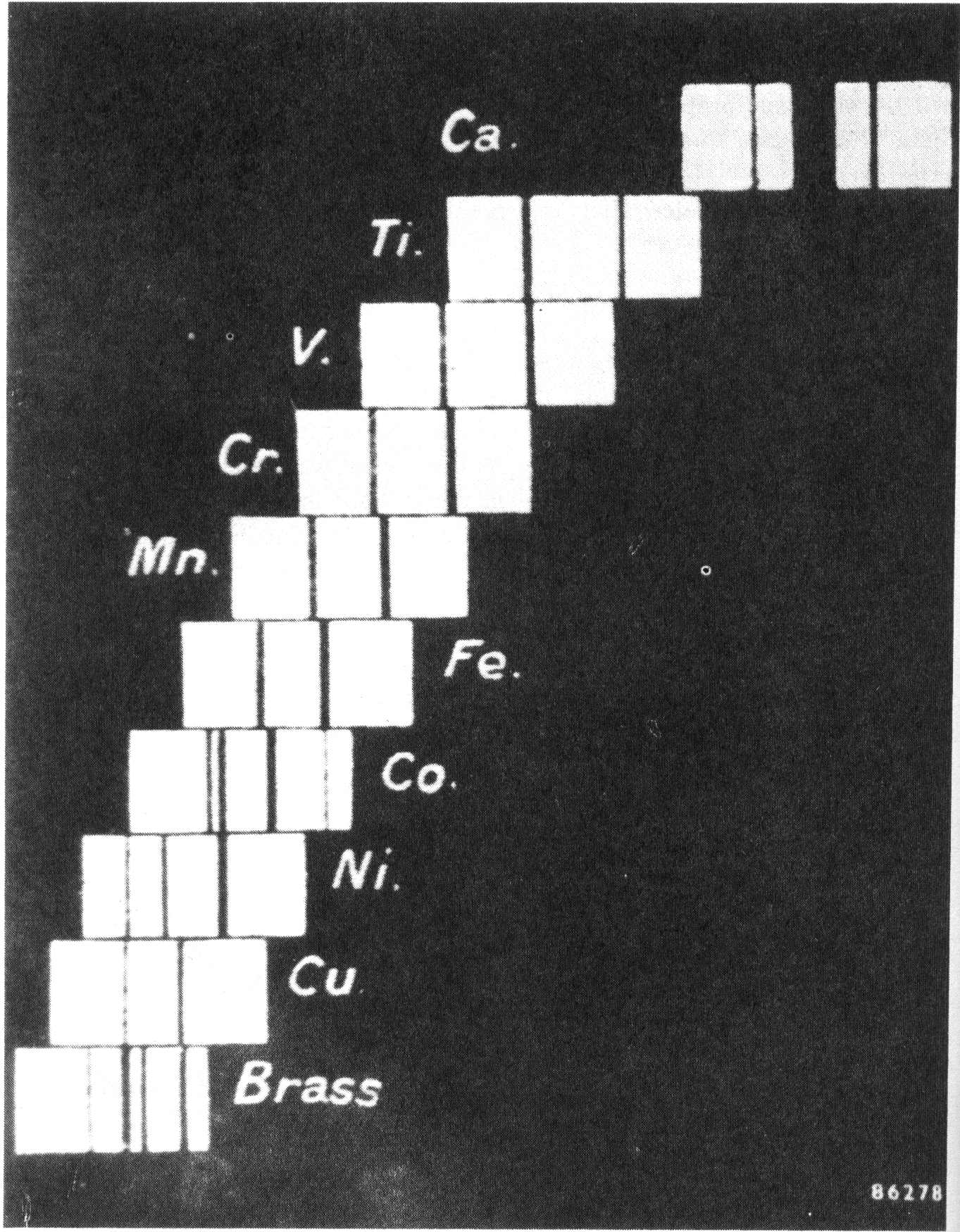
As linhas de emissões Kα e Kβ de alguns elementos.

A Lei de Moseley é uma lei empírica obtida pela relação entre raios-X característicos dos átomos. É importante historicamente na justificação do modelo nuclear para o átomo, em que toda a carga positiva está contida no núcleo do átomo, e é associada ao seu número de elétrons. Na época de Moseley, o número atômico era apenas a posição do elemento na tabela periódica, sem significado físico.

## História
Nas conversas com Niels Bohr em 1913, Moseley ficou interessado no modelo atômico de Bohr, em que o espectro de emissão eletromagnética dos átomos é proporcional à raiz quadrada de Z, ou seja, à carga elétrica no núcleo (que tinha sido descoberta dois anos antes). O modelo de Bohr tinha sido bem sucedido em demonstrar a fórmula empírica de Rydberg para o átomo de Hidrogênio, porém não conseguia explicar o espectro para os elementos mais massivos. Em particular, apenas dois anos antes, Rutherford em 1911, postulou que o Z para átomos de prata menos que a metade de sua massa e pouco tempo depois, Antonius van den Broek sugeriu que o valor de Z não era a metade da massa atômica, mas era exatamente o número atômico, ou a posição na tabela periódica. Até aquela época, não se conhecia qualquer significado físico para a posição do elemento na tabela periódica, com exceção da ordenação de algumas propriedades químicas.
Na maioria dos casos, a tabela periódica tende a ficar de acordo com a massa atômica, porém existem alguns casos famosos de átomos com número atômico maior e massa menos, como por exemplo o cobalto com massa 58,9 e Z=27 e o níquel de massa 58,7 e Z=28.
Como o espectro de emissão para átomos com Z altos estão na faixa dos raios-X moles (facilmente absorvidos pelo ar), Moseley precisou utilizar tubos de vácuo. Usando as técnicas de difração de raios-X, Moseley descobriu que as linhas de emissões mais intensas dos átomos eram intrinsecamente relacionadas com o número atômico Z.
Essa linha atualmente é conhecida como linha K-alfa. E finalmente Moseley descobriu que essa relação podia ser descrita por uma fórmula simples, que ficou conhecida como a Lei de Moseley.
{\displaystyle f=k_{1}\cdot (Z-k_{2})^{2}}
Onde:
{\displaystyle f\ } é a frequencia de emissão da linha Kα
{\displaystyle k_{1}\ } and {\displaystyle k_{2}\ } são constantes que dependem do tipo de linha
Por exemplo, os valores de {\displaystyle k_{1}\ } e {\displaystyle k_{2}\ } são os mesmos para todas as linhas {\displaystyle K_{\alpha }} então a fórmula pode ser simplificada para:
{\displaystyle f=(2.47\times 10^{15})\cdot (Z-1)^{2}} Hz
Moseley escolheu mostrar a fórmula sem  {\displaystyle k_{1}\ } mais com um número constante puro, no estilo de Johannes Rydberg, deixando a constante como 3/4 (ou 1- 1/4) da frequência fundamental de Rydberg ((3.29*1015 Hz) para as linhas {\displaystyle K_{\alpha }} e novamente para as linhas {\displaystyle L_{\alpha }}, {\displaystyle k_{1}\ } ficou igual a 1/4 - 1/9 = 5/36 vezes a frequência de Rydberg, essa foi a forma que Moseley escolheu para escrever sua fórmula.
A constante empírica {\displaystyle k_{2}\ } é dado pelo fit dos dados das linhas de emissão {\displaystyle K_{\alpha }} e {\displaystyle L_{\alpha }} Moseley obteve o valor (Z - 7.4)² para as linhas {\displaystyle L_{\alpha }} e {\displaystyle k_{2}\ } igual a 1 para as linhas {\displaystyle K_{\alpha }}.
Abaixo está a formulação original de Moseley (com os dois lados elevado ao quadrado para melhor clareza).
{\displaystyle f(K_{\alpha })=(3.29\times 10^{15})\cdot 3/4\cdot (Z-1)^{2}} Hz
{\displaystyle f(L_{\alpha })=(3.29\times 10^{15})\cdot 5/36\cdot (Z-7.4)^{2}} Hz

## Derivação e justificativo do modelo de Bohr do núcleo atômico de Rutheford
Moseley deduziu sua fórmula empiricamente plotando a raiz quadrada das frequências de emissão de raios-x em função do número atômico, entretanto, sua dedução podia ser explicada em termos do modelo de Bohr (veja detalhes para a derivação para o átomo de Hidrogênio), se certos pressupostos razoáveis sobre a estrutura atômica dos outros elementos forem feitos, porém na época em que Moseley derivou sua lei, nem ele e nem Bohr conseguiu explicar a sua forma.
A fórmula empírica de Rydberg é explicada pelo modelo de Bohr através da descrição de transições ou saltos quânticos entre um nível de energia a outro no átomo de Hidrogênio. Quando um elétron salta de um nível energético para outro, um fóton é emitido. Usando a fórmula para diferentes níveis de energia, é possível determinar as energias, ou frequências que um átomo de Hidrogênio pode emitir.
A energia do fóton que um átomo de hidrogênio emite no modelo de Bohr, é dado pela diferença de energia entre dois níveis.
{\displaystyle E=h\nu =E_{i}-E_{f}={\frac {m_{e}q_{e}^{2}q_{Z}^{2}}{8h^{2}\epsilon _{0}^{2}}}\left({\frac {1}{n_{f}^{2}}}-{\frac {1}{n_{i}^{2}}}\right)\,}
(note que Bohr usou unidades de Planck em que {\displaystyle \scriptstyle \epsilon _{0}=1/4\pi }), e
{\displaystyle \scriptstyle m_{e}\,} = massa do elétron
{\displaystyle \scriptstyle q_{e}\,} = carga do elétron (1.602 × 10−19 coulombs)
{\displaystyle \scriptstyle n_{f}\,} = número quântico do nível final de energia
{\displaystyle \scriptstyle n_{i}\,} = número quântico do nível inicial de energia
Assume-se que o nível de energia final é menor do que o nível inicial.
Por exemplo, para o hidrogênio, a fórmula fica  {\displaystyle \scriptstyle q_{e}^{2}q_{Z}^{2}=q_{e}^{4}\,} por que o Z (a carga elétrica positiva no núcleo) é igual a 1, com isso, o núcleo de hidrogênio contém uma única carga. Assim, para o átomo de hidrogênio (onde o elétron pode ser descrito como uma nuvem esférica entorno do núcleo) Bohr percebeu que era necessário acrescentar uma quantidade adicional ao termo convencional {\displaystyle \scriptstyle q_{e}^{4}} a fim de explicar a atração extra sobre o elétron, e portanto a energia extra entre os níveis quânticos.
Isso foi feito em 1914 quando Bohr conseguiu adaptar a fórmula de Moseley, através de duas definições. A primeira é de que o elétron responsável pela linha espectral mais brilhante (Kα), que Moseley tinha estudado para diversos elementos, era resultado da transição de um único elétron entre as camadas K e L do átomo (i.e., da camada mais próxima do núcleo para a segunda mais próxima), com números de energia quântica de 1 e 2. Finalmente, o  Z, embora ainda na raiz quadrada, requer que seja subtraído 1 para calcular o Kα (Após a morte de Moseley, isso foi entendido como uma correção da conta devido a carga total do núcleo, menos um elétron que remanesceu na camada K, visto simplesmente como elétron 1s). Em todo caso, o termo (Z-1) requer que esteja em uma raiz quadrada para se ajustar aos dados empíricos, então a conta de Bohr para a fórmula de Moseley para a linha Kα fica:
{\displaystyle E=h\nu =E_{i}-E_{f}={\frac {m_{e}q_{e}^{4}(Z-1)^{2}}{8h^{2}\epsilon _{0}^{2}}}\left({\frac {1}{1^{2}}}-{\frac {1}{2^{2}}}\right)\,}
ou dividindo ambos os lados por h para converter E para f):
{\displaystyle f=\nu ={\frac {m_{e}q_{e}^{4}}{8h^{3}\epsilon _{0}^{2}}}\left({\frac {3}{4}}\right)(Z-1)^{2}=(2.47*10^{15}\ \mathrm {Hz} )(Z-1)^{2}\,}
Agrupando todos os termos constantes da fórmula em uma única, resulta em um termo de frequência equivalente a 3/4 da energia de ionização de 13,6 eV (veja constante de Rydberg para hidrogênio = 3.29 x 1015 Hz), como o valor final de 2.47 x 1015 Hz, uma boa aproximação com o valor obtido empiricamente por Moseley de 2.48 x 1015 Hz. Essa frequência fundamental é igual a linha alfa da série de Lyman para o hidrogênio, porque a transição 1s para 2p é responsável pela linha alfa de Lyman no hidrogênio e para as linhas Kα do espectro de raios-X para elementos acima do hidrogênio, Moseley tinha plena consciência de que sua frequência fundamental era a linha alfa de Lyman, que a frequência fundamental de Rydberg resultava de duas energias atômicas fundamentais, e por isso que a diferença do fator de Rydberg-Bohr era de exatamente 3/4.
Entretanto a necessidade da redução de Z por um número muito próximo de 1 para as linhas Kα dos elementos pesados, (acima do Alumínio) foi deduzida de forma totalmente empírica por Moseley, e não foi discutida de forma teórica em seus artigos, pois o conceito de camadas atômicas com pares de elétron ainda não tinha sido muito bem estabelecida em 1913 ( O assunto só ficaria mais claro por volta de 1920), e em particular o modelo de Schrödinger para as órbitas atômicas ainda não tinha sido formalmente introduzido, e ainda não foi totalmente entendido até antes de 1926.
Até o momento, Moseley foi enigmático com Bohr sobre o termo Z-1, Bohr pensava que a camada interna dos elétrons podia conter de 4 a 6 elétrons. Moseley por um tempo pensou que as linhas K eram resultados a transição simultânea de 4 elétrons da camada L para K, porém ele não se comprometeu a ponto de publicas essas ideias.
No que se refere as transições Lα, na visão moderna, associamos cada camada eletrônica com um número quântico n, onde cada camada contém 2n² elétrons, ou seja, se n=1, temos no máximo 2 elétrons, se n=2, 8 elétrons. O valor empírico de 7,4 obtido por Moseley para {\displaystyle k_{2}} é associado a transição de n=2 para 3, e é chamada de transição Lα (não confundir com transição alfa de Lyman), e ocorre da camada M para L na notação de letras de Bohr. O valor de 7,4 é agora conhecido como um efeito de blindagem eletrônica do elétrons contidos nas camadas n=1 e 2 (ou camadas K e L).

## Importância Histórica
A lei de Moseley na forma escrita por Bohr, estabeleceu o número atômico como uma grandeza que pode ser medida experimentalmente e que fornece o número de prótons contido no núcleo atômico. Como consequência direta do trabalho de Moseley com raios-X, os elementos puderam ser corretamente organizados na tabela periódica em ordem crescente de número atômico, ao invés da massa atômica (como consequência tivemos a inversão na posição do  níquel (Z=28, 58.7 u) e cobalto (Z=27, 58.9 u).
Por sua vez, foi capaz de fornecer resultados quantitativos das linhas espectrais, em conformidade com o modelo semi-quântico de Bohr/Rutherford, em que assumia que toda a carga elétrica positiva se concentrava no núcleo atômico, e que as linhas espectrais eram resultantes das diferenças de energia entre os níveis de energia que é permitido o elétron ocupar em torno do núcleo. O fato do modelo de Bohr das energias no átomo poder explicar as linhas espectrais de raios-X do alumínio até o ouro na tabela periódica, e que existia uma dependência do número atômico, foi um fator muito forte para a aceitação científica desse modelo da estrutura atômica.
A lei de Moseley foi totalmente incorporada na visão moderna da mecânica quântica, incluindo a regra do único elétron 1s  que permanece na camada K em todos os átomos, após a ejeção do outro elétron da camada K, concordando com a predição da equação de Schrödinger.